# Bonanza Bros.
Bonanza Bros. — видеоигра в жанре платформер, разработанная и изданная компанией Sega в 1991 году. С 2010 года игра доступна в составе сборника SEGA Mega Drive and Genesis Classics для платформ Linux, macOS, Windows, с 2018 — PlayStation 4, Xbox One и Nintendo Switch.

## Обзор игры

Геймплей

Два брата-грабителя — Мобо и Робо — решили ограбить несколько наиболее богатых предприятий, музеев и банков города, тщательно охраняемые полицией. Цель игры — собрать все ценности за отведённое время и не быть схваченным полицейскими.
Игра представляет собой платформер с двух- и трёхмерной графикой (в разных версиях). Уровни в игре — замкнутые локации; это здания в несколько этажей (от двух до пяти), на каждом из которых расположены ценные вещи, охраняющиеся полицейскими. С каждым новым уровнем количество вещей и врагов возрастает. Собрав все предметы, персонажу нужно подняться на крышу здания и улететь на дирижабле. Ценности, которые предстоит украсть, указаны на карте.
Персонаж вооружён пистолетом, помогающим отбиваться от противников. Полицейские также имеют при себе оружие; некоторые из них оснащены щитами и гранатами. Также полицейский, заметив грабителя, может воспользоваться свистком и поднять тревогу.

## Оценки
- Игра получила различные оценки критиков. Игровой журнал Amiga Action оценил версию для Amiga в 90 баллов из 100[4]. Информационный сайт All Game Guide поставил версии для Sega Genesis оценку 4,5 балла из 5[5].